# 송가이족

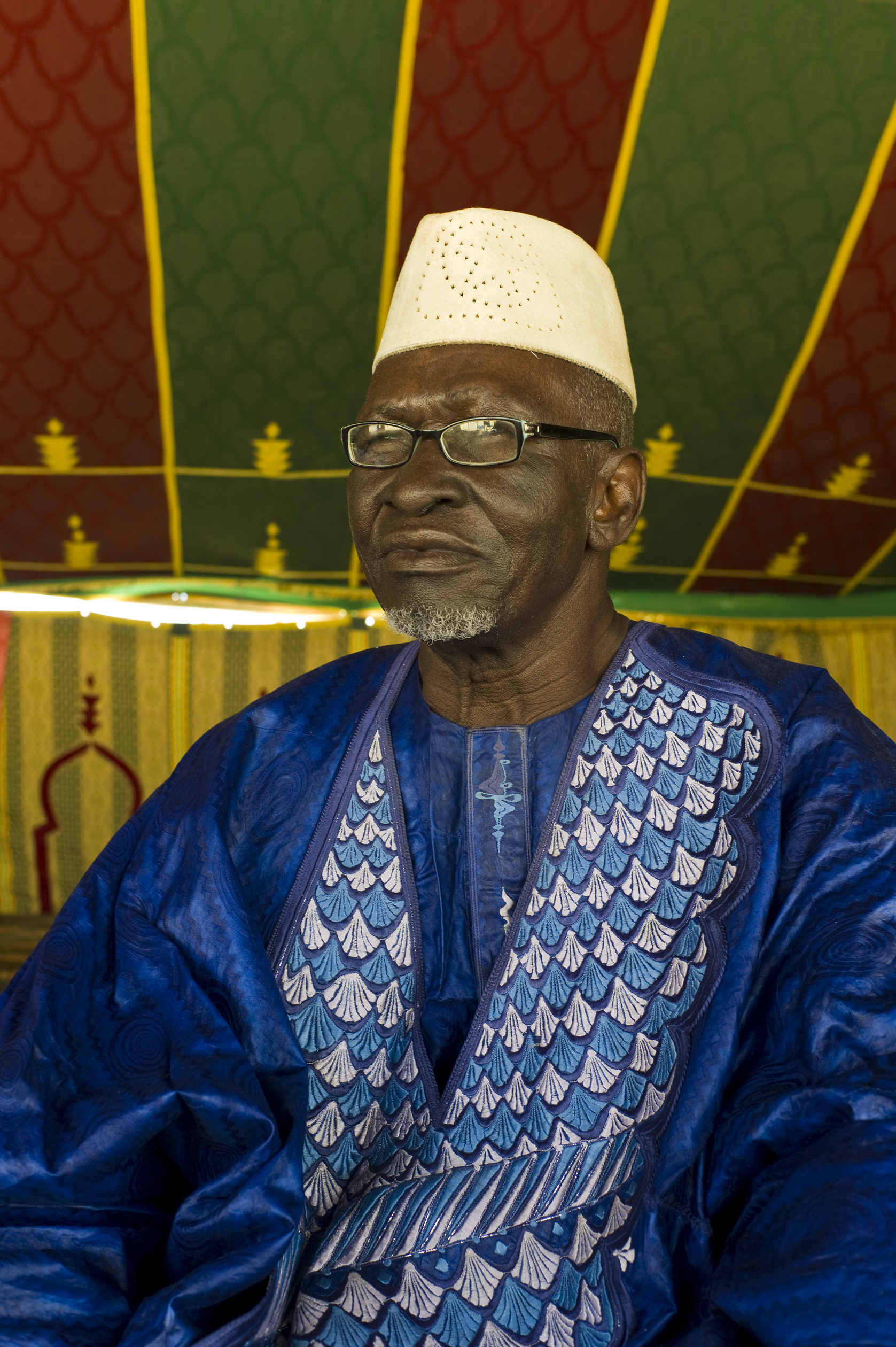
2012년 말리 팀북투의 한 송가이족

송가이족(Songhai, Ayneha)은 송가이어를 말하는 서아프리카의 언어-민족적 집단이다. 선사시대 누비아인에서 분리되어 사하라로 들어왔을 이들의 역사는 오랜 군사사와 뛰어난 기마, 캐라밴 운용의 전통으로 특징지어진다. 대다수가 이슬람교를 믿으며 유명 이슬람 학자들을 여럿 배출하였다. 오늘날 송가이족의 역사와 공용어는 15-16세기 사헬 서부를 지배한 송가이 제국을 직접적 기원으로 하며 오늘날에도 사하라 사막과 사헬 사이의 니제르강 중류와 서수단 사바나에 주로 분포한다.
본래 송가이족은 송가이 제국의 지배층인 니제르의 본 송가이족(Songhay proper)만을 가리키는 말이었다. 말리의 일부 송가이어 사용자들은 송가이족이라는 정체성을 받아들이기도 했으나 여전히 자르마족 등 독자적인 정체성을 가진 "송가이족" 집단들이 있다.

## 같이 보기
- 풀라족
- 하우사족